# Грузовой проезд
Грузово́й проезд — проезд во Фрунзенском районе Санкт-Петербурга. Проходит от Карпатской улицы за 4-й Обуховский проезд. Параллелен Складскому проезду.

## История
Первоначально — с 1960-х годов — назывался Промышленной улицей. Тогда он проходил от проспекта Девятого Января до Софийской улицы. Топоним связан с тем, что эта улица находится в промышленной зоне.
19 мая 1975 года улицу переименовали в Грузовой проезд, поскольку, как сказано в решении, «проезд расположен в нежилой зоне „Обухово“». Нумерация домов при этом была изменена на противоположную, а проезд продлён за проспект Девятого Января за железную дорогу. Несмотря на это, все дома за железной дорогой до начала XXI века имели адреса по Полевой улице.
8 декабря 2016 года Грузовой проезд юридически был продлён от дома 35 за 4-й Обуховский проезд.
Согласно проектам планировки, обе части Грузового проезда, разорванные железной дорогой, планируется соединить тоннелем.

## Транспорт
Ближайшие к Грузовому проезду станции метро — «Обухово», «Дунайская» и «Купчино».
Также по Грузовому проезду проходит 96 автобус (от Софийской улицы до проспекта Девятого Января).
Неподалёку расположена ж/д «Обухово».

## Пересечения
- Карпатская улица - Грузовой проезд примыкает к ней.
- Софийская улица - пересечение.
- Гаражный проезд - примыкание.
- Проспект Девятого Января - Грузовой проезд примыкает к нему.
- 2-й Обуховский проезд - Грузовой проезд примыкает к нему.

## Социально значимые объекты
По адресу Грузовой проезд, дом № 7 находится исправительная колония № 6.